# Mount Adam, British Columbia
Mount Adam är ett berg i Kanada.   Det ligger i provinsen British Columbia, i den sydvästra delen av landet, 3 700 km väster om huvudstaden Ottawa. Toppen på Mount Adam är 1 729 meter över havet, eller 365 meter över den omgivande terrängen. Bredden vid basen är 3,8 km.
Terrängen runt Mount Adam är huvudsakligen bergig, men den allra närmaste omgivningen är kuperad.Trakten runt Mount Adam är nära nog obefolkad, med mindre än två invånare per kvadratkilometer.. Det finns inga samhällen i närheten.
I omgivningarna runt Mount Adam växer i huvudsak barrskog.